# Chödrak Gyatso
Karmapa
Thongwa Dönden Mikyö Dorje
Pour les articles homonymes, voir Gyatso.
Chödrak Gyatso (tibétain : ཆོས་གྲགས་རྒྱ་མཚོ་, Wylie : chos grags rgya mtsho ; 2 février 1454, Kyi Lha, Tibet-8 février 1506, Tse Lha Gang, Tibet) est le 7e Karmapa.

## Biographie
Chödrak Gyatso est né le 5e jour du 1er mois de l'année du chien de bois mâle (2 février 1454) dans la ville de Kyi-lha (ou Chida) au nord du Tibet, dans une région où se trouvait un édifice du Karmapa, le monastère Nyewo Ngarteng dont le 1er Gyaltsab Rinpoché, Paljor Dondrup un disciple du 6e Karmapa était le directeur spirituel. Dans un rêve, Gyaltsab Rinpoché vit que le Karmapa s'était réincarné dans la ville de Kyilha et il rechercha l’enfant dont il testa la capacité à reconnaître les objets ayant appartenu au précédent Karmapa. À l'âge de 4 ans, Chödrak Gyatso reçut des enseignements de Gyaltsab Rinpoché. À 8 ans, il s’établit au monastère de Karma Gön où il reçut de Benkar Jampal Zangpo et de Gyaltsab Rinpoché les enseignements Karma Kagyu.
Le 7e Karmapa se préoccupa de la protection des animaux en incitant à abandonner la chasse et la pêche. Une part importante de ses activités consista à empêcher et résoudre des conflits entre des tribus. Il est aussi à l’origine de constructions de routes et de ponts. Le 7e Karmapa passa une partie de sa vie en retraite spirituelle. Il eut des visions de Padmasambhava qui lui permirent de découvrir des vallées cachées pouvant servir de refuge en temps de guerre.
Il était aussi un grand érudit, célèbre pour avoir rédiger Ocean Of Logic (Océan de Logique), considéré comme le texte le plus important sur pramana dans la tradition Kagyu. Il a rédigé aussi un commentaire important sur l’Abhisamayalamkara d’Asanga appelé The Lamp Of The Three Worlds (La Lampe des trois Mondes). Il fonda l'université monastique de Tsourphou et restaura la statue du Bouddha de 16 mètres demandée par Karma Pakshi.
Il fut en contact avec des bouddhistes de l’Inde et envoya de l'or à Bodh-Gaya pour redorer une statue du Bouddha situé à proximité.
Selon Karma Trinlepa, son professeur Chödrak Gyatso interpréta la nature de Zhentong (gzhan stong) admise par le 3e Karmapa Rangjung Dorje qui eut une influence mutuelle avec Dolpopa, le grand maître Zhentong.
Il pressentit que sa vie prendrait fin dans sa 52e année, et il indiqua comment rechercher sa prochaine incarnation. Il transmit la lignée du Rosaire d'Or au 3e Taï Sitou Rinpoché Tashi Paljor et à Tashi Paljor (Sangye Nyenpa).
Il est mort le 15e jour du 1er mois de l'année du tigre de feu male (8 février 1506).